# Малая Воложикья
Малая Воложикья — село в Можгинском районе Удмуртии на реке Тлоинка.
Село находится в 25 км от районного центра — города Можги. В 5 км от реки Вала протекает речка Тлоинка. Она берёт начало от других родников на окраине деревни, впадает в реку Вала и является первым её притоком. Здесь и расположено село с живописным названием Малая Воложикья.

## История
О возникновении села сохранились следующие предания. В XVII веке удмурты облюбовали для поселения место в лесу на поляне около небольшой речки. Они строили дома, разводили скот, разрабатывали лесные поляны для земледелия, собирали дикий мед. Но вскоре возникли проблемы из-за кочующих цыган. Нередко цыгане устраивали разбойные нападения, грабили и избивали поселенцев. Был у цыган вожак по имени Мадью. Видимо, потому и речка, протекающая мимо поляны, названа Мадью. А поляна эта до сих пор носит название «цыганская поляна». Удмурты были вынуждены покинуть обжитое место, оставив все постройки. Вскоре они добрались до нагорного места на берегу реки Вала, что ныне называется Горд Яр (Красный Берег). Обосновались там, но прожили здесь всего несколько лет: мужчины-охотники подыскали ещё более удобное место для поселения у речки, в 5 км от реки Вала, берега которой были очень высокими и сплошь заросшими деревьями. Так возникает новая деревня. Её название Тылой трактуется как «Тыл» огонь. По легенде, удмурты увидели в лесу блуждающие огни и закричали. Одни — «Тыл!», «Тыл!», а другие «Ой! Ой!». Отсюда произошло название деревни Тылой. Другое значение этого слова звучит как «непроходимые заросли, дебри». Это старинное удмуртское слово и в словарях уже не встречается. Речка, протекавшая рядом с деревней, была названа Тылоинка.
Поселенцы занимались скотоводством, земледелием, при этом использовали уже плуги и бороны из железа, построили мельницу, развивали кузнечное дело. Железо привозили из уездных городов. Волостной центр находился в деревне Петухово, а уездный в городе — Елабуге… Деревня со временем расширилась до четырёх улиц, увеличилось население, и стала ощутимой нехватка земель. К тому же местность в Тылоях гористая, неудобная для землепашества.
Выходцы из деревни Тылой основывают новые починки: вверх по реке Вала — деревню Бакагурт, русское название Боринка. Деревня Зынлуд (Душистое поле), или Студеный ключ, расположилось ниже по реке. В 1846 появляется Выль Тылой (Новые Тылои), в 1888 году — Олександргурт (Александрово). Ещё позднее — деревня Ефремовка, затем Каменный Ключ, в 1923—1924 годы — Ватигурт (Тылой Вож — Верхние Тылои), а в 1930—1932 годы вверх по речке образовалась деревня Шурйыл.
В 1902 году в деревне Выль Тылой была построена церковь, и с этого времени селение получило новое административное название — Малая Валожикья. На церковной площади организовался Тылой базар, на который съезжались люди из разных селений.
Большинство фамилий коренных жителей образовались от имени главы семейства. Традиционные фамилии: Кирилловы, Морозовы, Николаевы, Кузнецовы, Городиловы, Васильевы и т. д.
Сельчане не бедствовали, натуральное хозяйство обеспечивало нормальный уровень жизни. В гражданской войне 1917—1920-х годов активное участие не принимали. Село занимали то белые, то красные отряды. И те, и другие грабили, уводили лошадей. В селе Малая Валожикья первый колхоз организовали в 1930—1933 годы. Он назывался «Активист» (1122,68 га земли). Первый председатель был не местный, по фамилии Носов, а затем избрали Андрея Васильевича Деветьярова. При образовании колхоза были раскулачены и сосланы в Сибирь с семьями Александр Максимович Роев, Василий Петрович Морозов, Петр Герасимович Морозов.
В деревне Александрове в 1932 году было организовано Машинное товарищество, которое в 1933 году преобразовалось в колхозе «Горд ударник», первым председателем был избран Илья Константинович Рыбаков. Коллективизация шла повсеместно. В деревне Бурмакино образовался колхоз «Красная Бронь», председатель — Никита Васильевич Соловьев. В деревне Тылой Вож — колхоз «Большевик», в деревне Минчегурт — «Коммунар», в деревне Лыс-Чцмо — имени Петровского, в деревне Бакагурт — имени Молотова, в деревне Старая Бия — «2-я пятилетка».
В 1959 году все эти хозяйства объединили в один колхоз «Искра». С 1 марта 1960 года перевели в колхоз «Пычасский». Ввиду удаленности от центра, образовалось Маловаложикьинское отделение «Пычасский». 1 апреля 1971 года оно было преобразовано в совхоз «Коммунар», затем СХТОО «Коммунар», СПК «Коммунар».
На фронт в годы Великой Отечественной войны из деревень Маловаложикьинского сельсовета ушли более 150 человек, погибли и пропали без вести 118 сельчан. Многие валожикьинцы в год войны работали на строительстве аэродрома в городе Ижевске, железной дороги Ижевск — Балезино, в Увинском районе, а также на лесоповалах.
Орденами и медалями награждены следующие труженики совхоза:
- Алевтина Демьяновна Чернова — доярка — орден Трудового Красного Знамени, вручен в 1966 году;
- Нина Григорьевна Щеткина — орден Трудового Красного Знамени в 1975 году, орден Октябрьской Революции — в 1984 году;
- Ангелина Никоноровна Рябова — орден Трудовой Славы III степени — в 1986 году, орден Дружбы народов — в 1986 году;
- Георгий Павлович Репников — орден Трудового Красного Знамени — в 1976 году;
- Леонид Петрович Морозов — орден «Знак Почета» — в 1971 году;
- Николай Егорович Кузнецов — медаль «За доблестный труд» — в 1975 году;
- Геннадий Степанович Степанов — медаль «за трудовую доблесть» — в 1986 году, заслуженный работник сельского хозяйства;
- Николай Юрьевич Касьянов — медаль «За трудовое отличие» — в 1986 году;
- Виктор Михайлович Репников — медаль «За преобразование Нечерноземья РСФСР»;
- Валентина Петровна Чайникова — медаль «За достигнутые успехи в развитии народного хозяйства СССР» — в 1970 году;
- Вера Петровна Андреева — доярка — орден Трудового Красного Знамени.
- С честью выполнили свой долг в Афганистане и Чечне Александр Сергеев, Анатолий Алексеев, Геннадий Егоров (Афганистан); Анатолий Осипов, Игорь Рыбаков, Алексей Городилов — награждён медалью «За боевые заслуги» (посмертно), Олег Санников, Эдуард Петров, Олег Морозов, Александр Китов, Владимир Чайников, Владимир Касьянов — медаль Суворова, Александр Сорокин, Константин Коротаев, Дмитрий Степанов (Чечня).

## Улицы
В настоящее время в селе Малая Валожикья четыре улицы. Самая длинная — Родниковая. Она протянулась с запада на восток более чем на километр. Сельчане называют Зуч урам, так как западная часть улицы заселена русскими. Название улицы Заречная говорит сама за себя — она расположена за речкой. Разговорное название улицы — Починок, так как ещё в конце XIX века здесь был починок Выль Тылой, на расстоянии одного километра от Николаевской церкви (находилась в центре села, на возвышенности).
Улица Цветочная проходит параллельно Заречной на расстоянии около 300 м. Она застроена в 70-е годы кирпичными 2-квартирными домами, предназначенными для молодых семей. Улица садовая самая короткая — она соединяет улицы Родниковую и Цветочную. На этой улице стоит самое большое здание села — 22-квартирный благоустроенный дом.
Площадь Центральная получило своё название только в конце 90-х годов XX века. Здесь расположены основные учреждения и организации муниципального образования. На площади находится самое старое здание села — Поповский дом, построенный в 1893 году; памятник погибшим землякам в Великой Отечественной войне.

## Социальная инфраструктура
Первые сведения по истории библиотеки относятся к 1938 году. В эти годы в селе работала начальная школа, так же вместе изба-читальня. На 1934 год выделена одна ставка избача с зарплатой 114 руб. Заведовал избой-читальней Краснов Корниил. На приобретение канцелярских товаров выделено 806 руб., на приобретение инвентаря — 500 руб. В читальню приходило 10 названий газет и журналов: «Удмурт коса», «Удмуртская правда», «Егит большевик», «За оборону», «Безбожник» и др. После Великой Отечественной войны избачом работал Дмитриев Василий Дмитриевич. В 1954 году при сельском совете была открыта библиотека в здании клуба (бывший дом церковной обслуги 1906 года постройки). Заведовать библиотекой назначена Яковлева (Касильникова) Римма Иосифовна, Выпускница Ижевского библиотечного техникума. Из воспоминаний Яковлевой Р. И.: «Библиотека разместилась в небольшой комнате с двумя окнами. Было два книжных шкафа. Книжный фонд составлял 1350 экземпляров. Книги подбирала, обрабатывала сама. Большим спросом пользовалась художественная литература. Сама писала множество лозунгов к каждой кампании, будь то сев, уборка, выборы, оформляла красные уголки на фермах. На фермах организовала передвижные библиотечки, проводила громкие чтения. Во время жатвы (жали-то ещё серпом) прямо в поле устраивали читки, знакомили женщин с результатами их труда. В уборочную страду медики, клубные работники, работники сельского совета по ночам скирдовали солому, весной сажали картошку и кукурузу, осенью копали и убирали, зимой вывозили на лошадях торф. Перед выборами ходили агитировать в каждый дом». В 1958 году библиотеку приняла Леухина Римма Дмитриевна, также выпускница библиотечного техникума.
В 70-е годы библиотекой заведовали Кузьмина Людмила Матвеевна, Алексеева Валентина Михайловна, Фомина Тамара Сергеевна, Эсенкулова Людмила Владимировна, Поздеева Лидия Ивановна, Набокова Галина Петровна, Калинина Полина С., Кузнецова Валентина. В эти годы библиотека располагалась в деревянном доме площадью 30 м² по улице Родниковой. Фонд библиотеки составлял 5-6 тыс. книг. В 1978 году в библиотеке начала работать Васильева Валентина Агафоновна, педагог по образованию.
1 сентября 1978 года в районе образована централизованная библиотечная система. Васильева В. А. назначена старшим библиотекарем Маловаложикьинского филиала № 14. Валентина Агафовна отдала работе с книгой 18 лет. В 1984, 1986 годах ей объявлялись благодарности за хорошую постановку работы, за активную пропаганду книги, вручались почетные грамоты Можгинской городской организации книголюбов, Можгинской ЦБС.
В 1980-м году библиотека переехала в просторное, светлое помещение в новом здании конторы совхоза «Коммунар». Фонд библиотеки составлял около 8-9 тыс. экземпляров. Библиотека получала очень много книг по разным отраслям знаний, газет и журналов. В эти годы был очень высок процент охвата населения чтением, всегда было много посетителей. Библиотекарь была приветлива и умела подобрать каждому книгу по душе. Стараниями Валентины Агафоновны в библиотеке созданы каталоги, собраны тематические папки и альбомы. Выставки литературы, плакаты, оформленные профессионально и очень качественно, сразу привлекали внимание.
С 1996 года библиотекой села заведует Николаева Лилия Геннадьевна. В библиотеке на текущий момент фонд составляет более 5000, экземпляров, читателей около 500, посещение 4500, книговыдача 8000 за год. Библиотекарь принимает участие в различных мероприятиях — выборы, празднование юбилейных дат, перепись населения и т. д.